# Мойзых, Евгений Антонович
Евгений Антонович Мойзых (20 декабря 1903, Люблинская губерния — 10 августа 1944, Крустпилсская волость, Екабпилсский уезд) — командир пулемётного взвода 1336-го стрелкового полка, участник Великой Отечественной войны, старший лейтенант.
Единственный судья — Герой Советского Союза.

## Биография
Евгений Мойзых родился 20 декабря 1903 года в крестьянской семье в местечке Гермсково (Германово) Люблинской губернии Варшавского генерал-губернаторства, ныне Люблинское воеводство Республики Польша (по другим данным Гермсково (Германово) ныне в Пружанском районе Брестской области Республики Беларусь; или родился в городе Варшаве, ныне столице Республики Польша). Белорус.
В период 1-й мировой войны с семьёй переселился в Зауралье. Окончил сельскую школу. Жил и работал в сельских районах на территории современной Курганской области. С 1929 года жил в Челябинске, работал на Челябинской ГРЭС.
С 1931 года (по другим данным с 1927 или 1932 года) член ВКП(б).
Работал народным судьёй в Челябинске, Увельском районе, Кыштыме.
20 марта 1939 года избран народным судьёй в народный суд Белозерского района (ныне Белозерский муниципальный округ Курганской области). Зимой 1940 года прошёл курсы переподготовки судебно-прокурорских работников.
В Рабоче-крестьянской Красной Армии с ноября 1941 года, призван Белозерским РВК. Был судьёй военного трибунала. 
С 14 октября 1942 года был командиром миномётного взвода 984-го стрелкового полка 275-й стрелковой дивизии 10-го гвардейского стрелкового корпуса Закавказского фронта. С 27 марта 1943 года был командиром взвода 82-мм миномётов 3-го отдельного стрелкового батальона 5-й гвардейской стрелковой бригады.
В мае 1944 года окончил Шкотовское военное пехотное училище. В годы войны семья проживала в Далматово, затем в Москве.
В действующей армии с июля 1944 года. Старший лейтенант Мойзых командовал пулемётным взводом 1-го стрелкового батальона 1336-го стрелкового полка 319-й стрелковой дивизии 44-го стрелкового корпуса 22-й армии 2-го Прибалтийского фронта. 7 августа 1944 года полк овладел станцией Кукас. К 9:00 9 августа полк сосредоточился в лесу в 1 км. восточнее деревни Вагалес и начал подготовку к форсированию реки Айвиексте.
10 августа 1944 года старший лейтенант Мойзых во главе передового подразделения на подручных средствах преодолел реку Айвиексте, отбил у гитлеровцев небольшой плацдарм и прикрывал пулемётным огнём переправу подразделений полка через эту водную преграду. Во время переправы спас раненого в голову сержанта Иванова и доставил его на берег. Отбил с бойцами взвода пять контратак противника. Израсходовав весь боезапас, погиб в рукопашной схватке с немцами. Плацдарм находился в 0,5 км. северо-западнее посёлка Румпи Крустпилсской волости Екабпилского уезда Латвийская ССР (или Генерального округа Латвия Рейхскомиссариата Остланд), ныне посёлок входит в Калснавскую волость Мадонского края Латвийской Республики. 319-я стрелковая дивизия с 1 по 10 августа потеряла 132 человека убитыми и 487 человек ранеными.
Похоронен на западном берегу реки Айвиексте, в 50 метрах западнее деревни Сациняс Крустпилсской волости Екабпилского уезда Латвийской ССР, ныне деревня входит в Вариешскую волость (латыш. Variešu pagasts) Екабпилсского края Латвийской Республики. Перезахоронен в индивидуальной могиле на воинском братском кладбище на юго-восточной окраине посёлка Яункалснава Калснавской волости Мадонского края Латвийской Республики.
Указом Президиума Верховного Совета СССР от 24 марта 1945 года за образцовое выполнение боевых заданий командования на фронте борьбы с немецко-фашистским захватчиками и проявленные при этом мужество и героизм старшему лейтенанту Мойзыху Евгению Антоновичу посмертно присвоено звание Героя Советского Союза.

## Награды
- Герой Советского Союза, 24 марта 1945 года[5][6]
  - Орден Ленина
  - Медаль «Золотая Звезда»

## Память
- Имя Героя носит улица в северо-западной части села Белозерское Курганской области.
- Мемориальная доска на здании Белозерского районного суда, открыта 29 апреля 2015 года[7], село Белозерское, ул. Карла Маркса, 17 — 55°49′26″ с. ш. 65°35′12″ в. д.HGЯO

## Семья
Жена Ольга Георгиевна, проживала в Далматово, затем в Москве.